# Cmentarz wojenny nr 225 – Brzostek
Cmentarz wojenny nr 225 – Brzostek – cmentarz z I wojny światowej zaprojektowany przez Gustava Rossmanna, znajdujący się w mieście Brzostek w gminie Brzostek.
Na cmentarzu w czterech grobach zbiorowych i 19 pojedynczych pochowanych jest 164 żołnierzy poległych w czasie walk w okolicy Brzostek w dniu 7 maja 1915 roku;
- 67 Austriaków m.in. z IR 18, IR 21, IR 36, IR 59, IR 62
  - w tym:
  - kapitana Oskara Konrada Olbricha z K.U.K. I.R.13 zmarłego z ran 12 maja 1915,
  - porucznika Sigismunda Leina,
- 97 Rosjan.

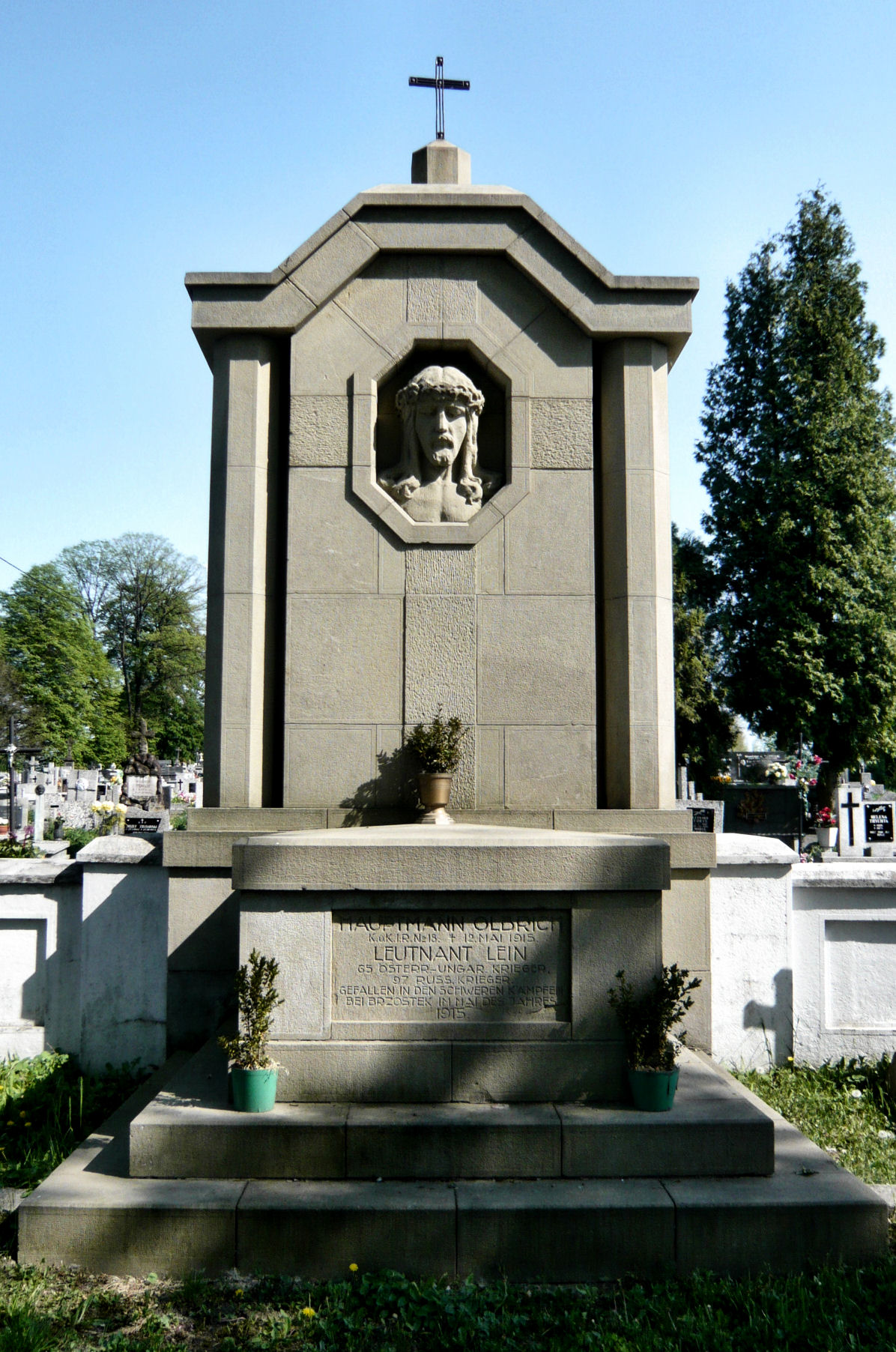
Cmentarz wojskowy nr 225 – pomnik

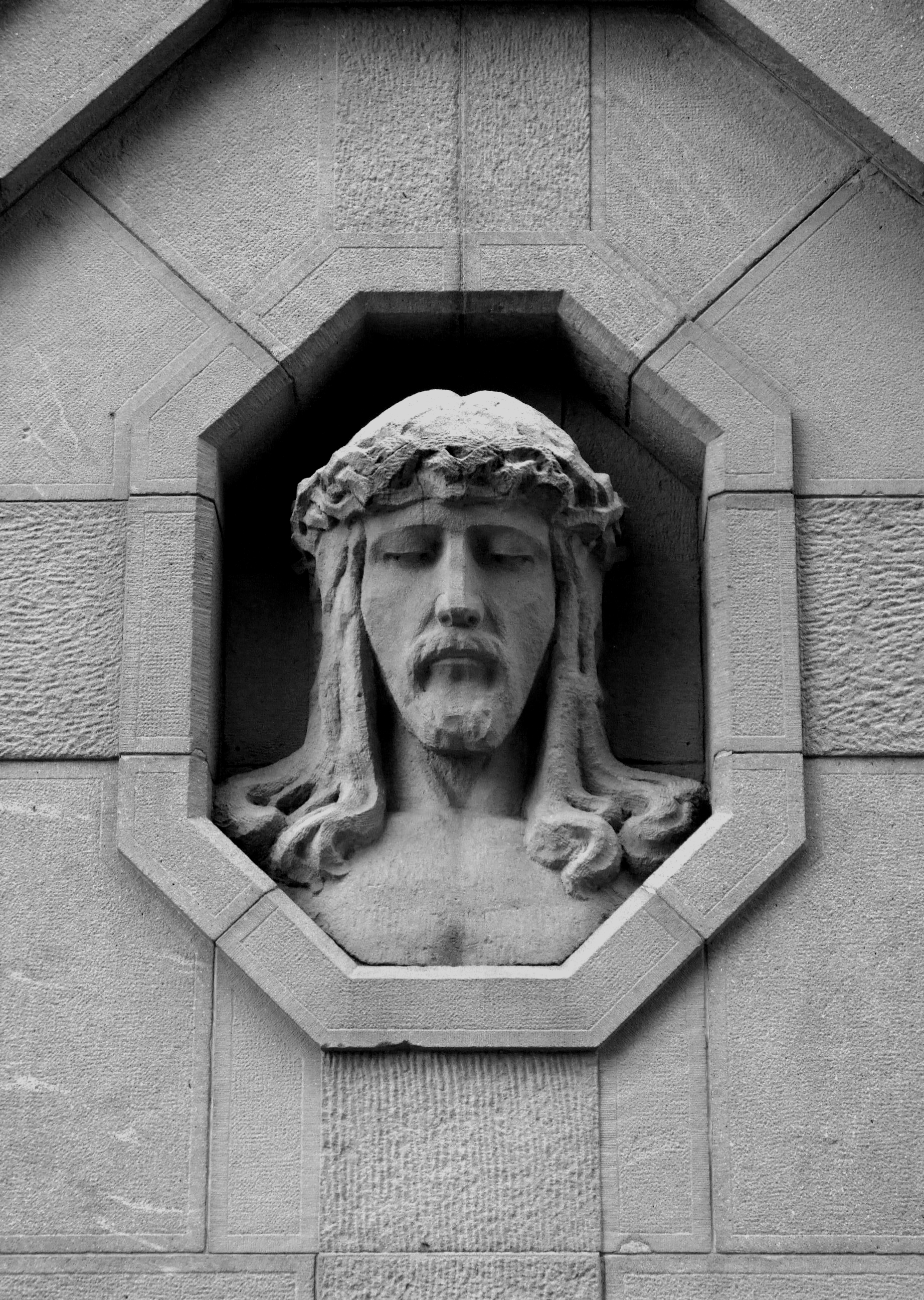
Głowa Chrystusa na pomniku

Obiekt znajduje przy wejściu na cmentarz parafialny, przy drodze i jest zachowany w dobrym stanie. Ma kształt prostokąta o powierzchni 235 m². Na nagrobkach brakuje charakterystycznych tabliczek z nazwiskami i przynależnością pochowanych tutaj żołnierzy. Centralna alejka cmentarza zakończona jest pomnikiem wykonanym z piaskowca z inskrypcją wymieniającą dwóch pochowanych tutaj oficerów oraz płaskorzeźbą głowy Chrystusa w koronie cierniowej.
Znajduje się w bezpośrednim sąsiedztwie cmentarza 223 oraz cmentarza 224.